# Stratégie DOTS
La stratégie DOTS (de l'anglais, directly observed treatment, short-course) est un « traitement de brève durée sous surveillance directe ». C'est une stratégie de lutte contre la tuberculose recommandée par l'OMS.

## Description
Elle repose sur cinq éléments :
1. La volonté politique des gouvernements concernant le financement et l'organisation ;
2. Le dépistage par des examens bactériologiques de qualité ;
3. Un traitement normalisé avec surveillance et soutien des patients ;
4. Une logistique pharmacologique efficace ;
5. Une évaluation constante de la situation.

Le but est d'éviter le développement de bactéries multirésistantes (bacilles de la tuberculose) aux antibiotiques dû à des traitements anarchiques.
La politique consistant à traiter le plus grand nombre à moindre coût, laissant de côté les cas de multi-résistances ayant l'effet pervers de les multiplier, les traitements appropriés aux cas multi-résistants sont maintenant intégrés dans la stratégie DOTS-plus.  Cette stratégie est associée à l'introduction des médicaments de seconde ligne dans la liste des médicaments essentiels de l'OMS et de leur disponibilité à moindre coût pour les populations défavorisées.